# Het Rattenkasteel
Het Rattenkasteel is het vierde stripverhaal van Nero. De eerste negen klassieke avonturen verschenen onder de titel De avonturen van detective Van Zwam. De reeks wordt getekend door striptekenaar Marc Sleen. De Nieuwe Gids publiceerde voorpublicaties tussen 8 september 1948 en 24 december 1948, de eerste albumuitgave verscheen in 1953.

## Hoofdrollen
- Detective Van Zwam
- Nero
- Isabelle
- Jef Pedal
- Pierke Pedal
- Madame Blanche
- Dr. Ratsjenko

## Plot
Een aan slaapziekte lijdende Nero zoekt rust in een rustige omgeving. Madame Blanche, een waarzegster, vertelt hem dat Van Zwam in gevaar verkeert in een kasteel in Erps-Kwerps. Van Zwam wandelt iets later in de buurt van het kasteel en verneemt dat verschillende mensen die er ooit zijn binnengaan nooit levend zijn teruggekeerd. Een boer geeft hem de tip om in geval van nood de klok in het kasteel te luiden. Van Zwam blijkt later in strook 53 het kasteel toch niet te zijn binnengegaan, maar wanneer Nero in strook 34 het Rattenkasteel binnengaat weet hij hier nog niks van. Binnen in het Rattenkasteel, wordt Nero belaagd door een grote rat en door de gevaarlijke gek Dr. Ratsjenko. Ratsjenko bedreigt Nero met een mes en strop, maar Nero valt op de kritieke momenten altijd weer in slaap. Per ongeluk blijft de rat aan het touw hangen waarmee de klok wordt geluid en wordt de hele omgeving gealarmeerd. De boeren die beloofd hadden te hulp te komen, vluchten echter onmiddellijk weg. Van Zwam hoort het klokkengelui ook en snelt wél het kasteel binnen. Daar vindt hij Nero, maar ook een twee meter grote rat! In paniek vluchten Nero en Van Zwam naar buiten, maar als ze uit het oog verdwenen zijn, blijkt de rat slechts Ratsjenko in een rattenkostuum te zijn geweest.
Van Zwam en Nero gaan opnieuw het kasteel binnen en Van Zwam ontdekt achter een schilderij de schuilplaats van Ratsjenko. Hij tracht de getikte dokter te arresteren, maar diverse ratten vallen hem aan waardoor Van Zwam door Ratsjenko op een stoel wordt vastgebonden voor een schedelboring en hersentransplantatie. Ratsjenko wil namelijk menselijke hersenen overbrengen in het hoofd van een rat. Nero, die opnieuw in slaap was gevallen, dringt net op tijd Ratsjenko's werkplaats binnen, maar valt opnieuw in slaap. Aldus wordt ook hij klaargestoomd voor een schedelboring. Ratsjenko valt echter bewusteloos wanneer hij op zoek gaat naar zijn chloroform. Ratsjenko's rat ruziet op hetzelfde moment met zijn echtgenote die emotionele bezwaren heeft tegen zijn medewerking met Ratsjenko. De man druipt af en het wijfje knabbelt Nero's touwen door. Nero besluit Van Zwam los te maken, maar valt weer in slaap. Ratsjenko komt weer bij en maakt zich opnieuw klaar voor de operatie. Wanneer hij Nero met de chloroform bedwelmt, heeft dit echter het tegenovergestelde effect en Nero is op slag klaarwakker. Hij smijt Ratsjenko tegen de muur en bevrijdt Van Zwam, maar de getikte dokter weet te ontsnappen. Na enkele griezelige scènes met onder meer een hond met een schedel, een meterslange arm en gelach uit een koffer, vinden ze Van Zwams hond Tito terug en ontdekt Van Zwam ook dat alle griezelige zaken nep zijn. Ratsjenko ontvoert echter Tito en vlucht weg per auto. Van Zwam en Nero komen Jef Pedal, Isabelle en hun kind tegen en lenen hun fiets.
Tijdens hun achtervolging botsen ze echter tegen de woonwagen van Madame Blanche. Nero vraagt haar in haar magische bol te kijken om te weten waar Ratsjenko is. Ze ziet dat hij in Leuven is, maar Nero breekt per ongeluk haar bol en hierop eist Madame Blanche dat ze met hem huwt omdat ze nu niet meer weet hoe ze aan de kost moet komen.In Leuven stelen studenten haar woonwagen waardoor Nero, Jef en Van Zwam de kans krijgen een studentenkot te huren. Ze besluiten zich in te schrijven aan de Katholieke Universiteit Leuven omdat Ratsjenko er zich waarschijnlijk schuilhoudt: Van Zwam neemt geneeskunde, Jef artsenijbereidkunde en Nero wijsbegeerte. Als Nero met Van Zwam van studierichting wisselt, ontdekt hij Ratsjenko en achtervolgt hem tot in een kamer vol potten formol. Ratsjenko steelt een bokaal hersenen uit deze kamer, Nero komt in een reeks studentenrellen terecht en in de gevangenis wegens openbare ordeverstoring en Van Zwam en Jef Pedal worden door hun kotbaas op straat gezet. Terwijl Jef en Van Zwam door de straten lopen, horen ze ineens Tito blaffen. Jef klimt de kelder binnen, terwijl Van Zwam wacht. Als dit te lang duurt, besluit Van Zwam zelf het gebouw binnen te klimmen, maar een agent pakt hem op wegens inbraak en gooit hem in dezelfde cel als Nero. Ratsjenko heeft inmiddels Jef Pedal te pakken en maakt hem klaar voor een operatie. Ratsjenko's rat heeft inmiddels de hersenen gekregen die Ratsjenko in de bokaal had meegebracht. Het dier begint meteen de andere ratten op te hitsen zichzelf met kennis te verrijken om zo de macht over te nemen. Zijn echtgenote bevrijdt echter Nero en Van Zwam uit hun cel en brengt hen naar Ratsjenko's schuilplaats.
Van Zwam en Nero vallen Ratsjenko aan maar die vlucht in een helium-diepvriezer. Meteen erna worden Nero en co aangevallen door tientallen ratten. Een politieagent die Van Zwam en Nero de kelder zag binnenkruipen is inmiddels ook naar binnen gekropen en neemt deel aan het gevecht. Plots wordt een fles chloroform omgestoten en valt iedereen bewusteloos behalve Nero. De ratten blijven echter niet zo lang buiten westen als de mensen en Nero en co worden opnieuw bedreigd. Pas wanneer de wijfjesrat haar man tot de orde roept, valt de rattenrevolutie uiteen. De agent, Nero en zijn vrienden ontdekken dat Ratsjenko helemaal bevroren is na zijn vlucht in de diepvriezer. Ze dragen hem naar het commissariaat maar komen toevallig Isabelle en Madame Blanche tegen. Uit verrassing laten ze de bevroren Ratsjenko op de grond vallen, waardoor deze weer weet te vluchten. Nero vlucht met hem mee omdat Madame Blanche hem op de hielen zit. Uiteindelijk laat hij Ratsjenko struikelen. De dokter wordt in een gesticht gezet en Madame Blanche wordt de stad uitgezet omdat men er geen zigeuners duldt. Als troost kopen Nero, Van Zwam en Jef Pedal een nieuwe magische bol voor haar. Het verhaal eindigt terwijl de vrienden hun overwinning met bier vieren, terwijl de vrouwen klagen dat de afwas blijft staan.

### Thema's
De diepere betekenis van het verhaal is heel wat minder geruststellend. Zo zegt een rat op een bepaald ogenblik: Ja, ge hebt me goed verstaan! Bijt ze de strot over! Geen angst! Moorden is aan de orde van de dag. Beziet de mensen, ze geven het goede voorbeeld. Sleen besluit: De kuddegeest is bij de ratten al even sterk ontwikkeld als bij de mensen, zonder leider zijn ze futloos, aan hun lot overgelaten. Ze wenden zich af van hun slachtoffers en keren terug naar hun riolen. Marc Sleen gebruikt de ratten dus duidelijk om zijn sarcasme over het menselijk ras uit te drukken.

### Kleur
De overname van 't Kapoentje door Het Volk in 1950 veranderde het weekblad volledig van vorm, en er verschenen nu ook Nero-verhalen in kleur. Dat was een bijzondere gebeurtenis omdat het tot de kleuren albums van Standaard Uitgeverij (1968) zal duren eer Nero nog eens in kleur verschijnt. Bovendien maakte Marc Sleen ook nog twee schitterende covers voor 't Kapoentje bij het verschijnen van Het Rattenkasteel. Pas in 2007 werd Het Rattenkasteel voor het eerst in kleur in albumvorm gepubliceerd, in de zogenaamde "'t Kapoentje Trilogie".

## De beste 10
Het Belang van Limburg en Gazet van Antwerpen brachten jaren later ook een unieke reeks uit over De beste 10 volgens Marc Sleen. Hij zette Het Rattenkasteel op de eerste plaats als beste Nero-stripverhaal.

## Achtergronden bij het verhaal
- Zoals ook in het plot al aangegeven, is het Rattenkasteel getekend naar het Hof ter Brugge, een waterburcht in de dorpskern van Erps-Kwerps, gelegen in de Vlaams-Brabantse gemeente Kortenberg.
- In strook 2 wordt Nero door zijn vrouw met allerlei taken belast, waaronder "om rantsoenkaarten te gaan." Tijdens en na de Tweede Wereldoorlog werden rantsoenkaarten gebruikt om de totaal verarmde bevolking in staat te brengen levensmiddelen te kopen.
- In strook 3-9 zien we dat Nero een zoon heeft, evenals Jef Pedal. Die zoon van Nero wordt in latere albums nooit meer teruggezien; Pierke Pedal komt wel nog voor in het vijfde verhaal.
- De slaapziekte keerde nog een paar keer terug in de "Nero"-reeks, onder meer in het album "Zwoele Charlotte" (1973-1974).
- In strook 7 en strook 10 zien we in de menigte Jan De Spot, hoofdredacteur van Sleens krant, en Alfred Raport, directeur-generaal van de krantengroep rond De Standaard. In strook 133 en 147 duikt Jan De Spot opnieuw op als kotbaas.
- Nero smijt in strook 42 het complete oeuvre van Louis Piérard tegen de kop van de rat. Louis Piérard (1886-1951) was een Belgisch journalist en schrijver. (https://www.arllfb.be/composition/membres/pierard.html)
- Als Ratsjenko Nero in strook 47 bedreigt met een mes waarschuwt Nero hem: "Luistert, halve gare! Doe geen stap nader of ik luid de klok! De boeren uit de omtrek zullen komen afgestormd met rieken, zeisen en pieken. Het zou een tweede Boerenkrijg kunnen worden. Ge zult gevild, geprikt en gebraden worden."
- Ratsjenko scheldt in strook 86 de wijfjesrat uit voor: "collaboratrice", een actueel thema toen het verhaal in de krant liep.
- Als Nero in strook 123 Madame Blanches glazen bol breekt en ze kapot is van verdriet, troost Nero haar met de woorden: "Kom, kom, ik zal u een andere kopen in de Sarma." De Sarma was een Belgische warenhuisketen.
- Het studentenleven aan de Katholieke Universiteit Leuven wordt op een amusante, satirische manier voorgesteld. Ook de Vlaams-Waalse taalrellen worden in beeld gebracht. De Leuvense universiteit was tot 1968 gesplitst in zowel een Nederlandstalige als Franstalige afdeling, maar na hevige Vlaamse studentenrellen in de jaren 70 werd de Franstalige afdeling overgebracht naar Louvain-la-Neuve. In strook 125 stelen enkele Vlaamse studenten Madame Blanches woonwagen omdat ze haar naam in het Frans schrijft. In strook 139-141 raken Vlaamse en Waalse studenten slaags met elkaar. (Zie ook de Leuven Vlaams-kwestie)
- De man die in strook 130 Nero's inschrijvingsbewijs overhandigt, zegt hem een Latijnse spreuk: "Palma sub pondere crescit." (De palmboom groeit tegen de verdrukking in; lees: men wordt sterker door de tegenwerking)
- De Leuvense professor in strook 134 vertelt aan zijn studenten dat hij zich "oud, stram en verstrooid voelt en dat hij zich bijgevolg gaat lanceren in de politiek."
- De studerende ratten in strook 151 citeren verschillende bekende schrijvers en wetenschappers. Onder meer Aristoteles, William Shakespeares Hamlet, de integraalvergelijking van Dirichlet-Lebesgue, de proef van Pavlov en Friedrich Schillers uitspraak: "Der Starke ist am machtigsten allein." uit zijn toneelstuk Wilhelm Tell ("De sterken zijn het machtigst als ze alleen zijn")
- Jef Pedal roept in strook 163: "Vlaanderen De Leeuw, al wat rat is vals is." Een allusie op de Guldensporenslag, beschreven in Hendrik Conscience 'De Leeuw van Vlaanderen, waarin de uitspraak: "Vlaanderen De Leeuw, al wat wals is, vals is." wordt gezegd.
- In strook 167 zegt Van Zwam: "Vooruit! Niet versagen! Denkt aan de zesdagen." Dat is een allusie op de gekende Gentse uithoudings-wielerwedstrijd in het zogenaamde "Kuipke" die zes dagen duurt.
- Het Rattenkasteel werd in 1984 door Arne Sierens (regie), Vincent D' Hondt (dirigent) en Johan De Smet (componist) tot een opera bewerkt.
- Dr. Ratsjenko zou bijna een halve eeuw later terugkeren in de reeks, in de albums, "De Drie Wrekers" (1992), "Operatie Ratsjenko" (1996-1997) en "Zilveren Tranen" (2002)
- Striptekenaar Jan Bosschaert bewondert de griezelige sfeer in het album en gebruikt ze vaak als referentiepunt voor zijn eigen tekeningen.
- Willy Linthout besloot striptekenaar te worden nadat hij als kind deze strip las.